# Амір Кац
Амір Кац (нім. Amir Katz; нар. 1973, Рамат-Ган) — ізраїльський піаніст, що живе і працює в Німеччини.

## Біографія
Почав займатися музикою в 11-річному віці, в 15 років виграв перший національний виконавський конкурс. Далі навчався в Мюнхені у Елісо Вірсаладзе та Міхаеля Шефера, пройшов також майстер-класи Леона Флейшера, Карла Ульріха Шнабеля, Мюррея Перайя. 
1993 року здобув перемогу на Клівлендському міжнародному конкурсі піаністів, перемагав також на конкурсах у Барселоні і Дортмунді. 
Широко гастролюючи в Європі, Америці та Азії, Кац випустив свій перший альбом — сонати Шуберта — лише в 2006 році. На думку музичного оглядача «Нью-Йорк Таймс» Аллана Козіна, серед відмінних рис Каца — різноплановість, що дозволяє музикантові бути органічним як в класичному, так і в романтичному.